# Дербеневская (платформа)
Дербе́невская (до 15 апреля 2021 года Москва-Товарная-Павелецкая) — остановочный пункт на Павелецком направлении Московской железной дороги в Москве.
С 9 марта по 2 декабря 2019 года пассажирская платформа была закрыта для реконструкции, электропоезда следовали без остановки по станции.
Остановочный пункт находится на перегоне к Москве-Пасс.-Павелецкой, так как по главным путям станция находится только в южной части (примыкание по типу путевого поста). Это одна островная платформа между I, II путями перегона, огибающими станцию с востока. Подход осуществляется по пешеходным настилам. Турникетами не оборудована. Есть одна билетная касса. Находилась в промзоне, по этой причине количество пассажиров было крайне мало. В 2010-х промзона была преобразована в офисы, в связи с чем пассажиропоток возрос. Офисы находятся также в некоторых пятиэтажках-хрущёвках.